# تربشیک (منطقه کوتنا هورا)
تربشیک (منطقه کوتنا هورا) (به لاتین: Třebešice (Kutná Hora District)) یک سکونتگاه مسکونی در جمهوری چک است که در Kutná Hora District واقع شده‌است.

## خصوصیات
تربشیک ۷٫۲ کیلومترمربع مساحت و ۲۳۸ نفر جمعیت دارد و ۲۲۵ متر بالاتر از سطح دریا واقع شده‌است.